# Costus zingiberoides
Costus zingiberoides är en enhjärtbladig växtart som beskrevs av James Francis Macbride. Costus zingiberoides ingår i släktet Costus och familjen Costaceae. Inga underarter finns listade.